# Loïc Duval
Loïc Duval (Chartres, 1982. június 12. –) francia autóversenyző, a 2013-as Le-Mans-i 24 órás autóverseny győztese Tom Kristensen és Allan McNish csapattársaként az Audi színeiben.

## Eredményei

### Teljes Formula–3 Euroseries eredménysorozata
(Táblázat értelmezése)

(Félkövér: pole-pozícióból indult; dőlt: leggyorsabb kört futott) 

| Év   | Csapat              | 1        | 2        | 3       | 4        | 5         | 6        | 7       | 8        | 9        | 10      | 11       | 12       | 13       | 14       | 15       | 16        | 17       | 18       | 19        | 20       | Helyezés | Pont |
| ---- | ------------------- | -------- | -------- | ------- | -------- | --------- | -------- | ------- | -------- | -------- | ------- | -------- | -------- | -------- | -------- | -------- | --------- | -------- | -------- | --------- | -------- | -------- | ---- |
| 2004 | Opel Team Signature | HOC 1 16 | HOC 2 14 | EST 1 5 | EST 2 20 | ADR 1 19  | ADR 1 14 | PAU 1 7 | PAU 2 Ki | NOR 1 2  | NOR 1 8 | MAG 1 3  | MAG 2 Ki | NÜR 1 14 | NÜR 2 23 | ZAN 1 Ki | ZAN 2 Ki  | BRN 1 8  | BRN 2 13 | HOC 1 11  | HOC 2 18 | 12.      | 22   |
| 2005 | Signature-Plus      | HOC 1 6  | HOC 2    | PAU 1 2 | PAU 2 3  | SPA 1 12† | SPA 2 Ni | MON 1 3 | MON 2    | OSC 1 Ki | OSC 2 8 | NOR 1 Ki | NOR 2 5  | NÜR 1 6  | NÜR 2 10 | ZAN 1 10 | ZAN 2 16† | LAU 1 12 | LAU 2 9  | HOC 1 Kiz | HOC 2 4  | 6.       | 52   |

### Teljes A1 Grand Prix eredménysorozata
(Táblázat értelmezése)

(Félkövér: pole-pozícióból indult; dőlt: leggyorsabb kört futott) 

| Év      | Csapat        | 1         | 2         | 3       | 4       | 5         | 6          | 7         | 8         | 9         | 10        | 11        | 12         | 13         | 14        | 15        | 16         | 17      | 18      | 19      | 20      | 21        | 22        | Helyezés | Pont |
| ------- | ------------- | --------- | --------- | ------- | ------- | --------- | ---------- | --------- | --------- | --------- | --------- | --------- | ---------- | ---------- | --------- | --------- | ---------- | ------- | ------- | ------- | ------- | --------- | --------- | -------- | ---- |
| 2006–07 | Franciaország | NED SPR   | NED FEA   | CZE SPR | CZE FEA | CHN SPR   | CHN FEA    | MYS SPR   | MYS FEA   | IDN SPR   | IDN FEA   | NZL SPR 2 | NZL FEA 2  | AUS SPR 3  | AUS FEA 9 | RSA SPR 2 | RSA FEA Ki | MEX SPR | MEX FEA | CHN SPR | CHN FEA | GBR SPR 4 | GBR SPR 7 | 4.       | 67   |
| 2007–08 | Franciaország | NED SPR 2 | NED FEA 5 | CZE SPR | CZE FEA | MYS SPR 2 | MYS FEA 2  | CHN SPR 8 | CHN FEA 7 | NZL SPR 3 | NZL FEA 3 | AUS SPR 1 | AUS FEA Ki | RSA SPR 11 | RSA FEA 2 | MEX SPR   | MEX FEA    | CHN SPR | CHN FEA | GBR SPR | GBR FEA |           |           | 4.       | 118  |
| 2008–09 | Franciaország | NED SPR 3 | NED FEA 1 | CHN SPR | CHN FEA | MYS SPR 2 | MYS FEA 14 | NZL SPR 4 | NZL FEA 6 | RSA SPR   | RSA FEA   | POR SPR   | POR FEA    | GBR SPR    | GBR SPR   |           |            |         |         |         |         |           |           | 5.       | 47   |

### Teljes Super GT eredménysorozata
(Táblázat értelmezése)

(Félkövér: pole-pozícióból indult; dőlt: leggyorsabb kört futott) 

| Év   | Csapat              | Osztály | 1      | 2      | 3      | 4      | 5      | 6      | 7      | 8      | 9     | Helyezés | Pont |
| ---- | ------------------- | ------- | ------ | ------ | ------ | ------ | ------ | ------ | ------ | ------ | ----- | -------- | ---- |
| 2006 | Nakajima Racing     | GT500   | SUZ 15 | OKA Ki | FUJ 7  | SEP 9  | SUG 5  | SUZ 4  | MOT 8  | AUT 12 | FUJ 1 | 11.      | 51   |
| 2007 | Nakajima Racing     | GT500   | SUZ 3  | OKA 4  | FUJ Ki | SEP 15 | SUG 3  | SUZ 13 | MOT 4  | AUT 9  | FUJ 1 | 2.       | 69   |
| 2008 | Nakajima Racing     | GT500   | SUZ 10 | OKA 5  | FUJ 7  | SEP Ki | SUG Ki | SUZ 11 | MOT 5  | AUT 2  | FUJ 4 | 10.      | 43   |
| 2009 | Nakajima Racing     | GT500   | OKA 7  | SUZ 9  | FUJ 8  | SEP 11 | SUG 11 | SUZ Ki | FUJ 9  | AUT 9  | MOT 6 | 16.      | 18   |
| 2010 | Honda Racing        | GT500   | SUZ Ki | OKA 1  | FUJ 7  | SEP 3  | SUG 2  | SUZ 9  | FUJ T  | MOT 2  |       | 1.       | 67   |
| 2011 | Honda Racing        | GT500   | OKA 7  | FUJ 13 | SEP 1  | SUG Ki | SUZ 1  | FUJ 4  | AUT 11 | MOT 6  |       | 3.       | 57   |
| 2012 | Petronas Team TOM'S | GT500   | OKA 5  | FUJ    | SEP 13 | SUG 2  | SUZ Ki | FUJ 4  | AUT 15 | MOT 8  |       | 11.      | 32   |

### Teljes Formula Nippon/Super Formula eredménylistája
(Táblázat értelmezése)

(Félkövér: pole-pozícióból indult; dőlt: leggyorsabb kört futott) 

| Év   | Csapat                       | 1      | 2      | 3      | 4      | 5      | 6      | 7     | 8      | 9      | 10    | 11    | Helyezés | Pont |
| ---- | ---------------------------- | ------ | ------ | ------ | ------ | ------ | ------ | ----- | ------ | ------ | ----- | ----- | -------- | ---- |
| 2006 | PIAA Nakajima Racing         | FUJ 11 | SUZ 1  | MOT 6  | SUZ Ki | AUT 18 | FUJ 9  | SUG 1 | MOT 4  | SUZ 6  |       |       | 4.       | 25   |
| 2007 | PIAA Nakajima Racing         | FUJ 3  | SUZ 4  | MOT Ki | OKA 19 | SUZ 11 | FUJ 3  | SUG 3 | MOT 2  | SUZ Ki |       |       | 6.       | 31   |
| 2008 | PIAA Nakajima Racing         | FUJ 10 | SUZ 10 | MOT 3  | OKA 1  | SUZ 6  | SUZ 2  | MOT 1 | MOT Ki | FUJ 2  | FUJ 7 | SUG 8 | 2.       | 62   |
| 2009 | PIAA Nakajima Racing         | FUJ 4  | SUZ 1  | MOT Ki | FUJ 1  | SUZ 1  | MOT 2  | AUT 3 | SUG 1  |        |       |       | 1.       | 62   |
| 2010 | Docomo Team Dandelion Racing | SUZ 6  | MOT 4  | FUJ 14 | MOT 1  | SUG 2  | AUT Ni | SUZ 1 | SUZ 4  |        |       |       | 3.       | 39.5 |
| 2012 | Team Kygnus Sunoco           | SUZ 9  | MOT 11 | AUT 3  | FUJ 4  | MOT 6  | SUG 3  | SUZ 7 | SUZ 2  |        |       |       | 6.       | 25   |
| 2013 | Kygnus Sunoco Team LeMans    | SUZ    | AUT 2  | FUJ 4  | MOT 3  | SUG 1  | SUZ    | SUZ   |        |        |       |       | 3.       | 31   |
| 2014 | Team LeMans                  | SUZ 1  | FUJ 3  | FUJ 4  | FUJ    | MOT 4  | AUT 15 | SUG 3 | SUZ 11 | SUZ 3  |       |       | 4.       | 29.5 |

### Le Mans-i 24 órás autóverseny
| Év   | Csapat                | Csapattárs                          | Autó                    | Kategória | Kör | Összetett Helyezés | Kategória Helyezés |
| ---- | --------------------- | ----------------------------------- | ----------------------- | --------- | --- | ------------------ | ------------------ |
| 2008 | Team Oreca-Matmut     | Soheil Ayari Laurent Groppi         | Courage-Oreca LC70-Judd | LMP1      | 357 | 8.                 | 8.                 |
| 2010 | Team Oreca-Matmut     | Olivier Panis Nicolas Lapierre      | Peugeot 908 HDi FAP     | LMP1      | 373 | Kiesett            | Kiesett            |
| 2011 | Team Oreca-Matmut     | Nicolas Lapierre Olivier Panis      | Peugeot 908 HDi FAP     | LMP1      | 339 | 5.                 | 5.                 |
| 2012 | Audi Sport Team Joest | Marc Gené Romain Dumas              | Audi R18 ultra          | LMP1      | 366 | 5.                 | 5.                 |
| 2013 | Audi Sport Team Joest | Allan McNish Tom Kristensen         | Audi R18 e-tron quattro | LMP1      | 348 | 1.                 | 1.                 |
| 2015 | Audi Sport Team Joest | Lucas di Grassi Oliver Jarvis       | Audi R18 e-tron quattro | LMP1      | 392 | 4.                 | 4.                 |
| 2016 | Audi Sport Team Joest | Lucas di Grassi Oliver Jarvis       | Audi R18                | LMP1      | 372 | 3.                 | 3.                 |
| 2018 | TDS Racing            | François Perrodo Matthieu Vaxivière | Oreca 07-Gibson         | LMP2      | 366 | Kiz                | Kiz                |
| 2019 | TDS Racing            | François Perrodo Matthieu Vaxivière | Oreca 07-Gibson         | LMP2      | 366 | 8.                 | 3.                 |
| 2021 | Realteam Racing       | Norman Nato Esteban Garcia          | Oreca 07-Gibson         | LMP2      | 356 | 17.                | 12.                |
| 2023 | Peugeot TotalEnergies | Gustavo Menezes Nico Müller         | Peugeot 9X8             | Hypercar  | 312 | 27.                | 12.                |
| 2024 | Peugeot TotalEnergies | Paul di Resta Stoffel Vandoorne     | Peugeot 9X8             | Hypercar  |     |                    |                    |

### Teljes FIA World Endurance Championship eredménysorozata
(Táblázat értelmezése)

(Félkövér: pole-pozícióból indult; dőlt: leggyorsabb kört futott) 

| Év      | Csapat                | Osztály  | Kasztni                 | Motor                           | 1      | 2       | 3      | 4     | 5      | 6      | 7     | 8      | 9     | Helyezés | Pont  |
| ------- | --------------------- | -------- | ----------------------- | ------------------------------- | ------ | ------- | ------ | ----- | ------ | ------ | ----- | ------ | ----- | -------- | ----- |
| 2012    | Audi Sport Team Joest | LMP1     | Audi R18 ultra          | Audi TDI 3.7L Turbo V6 (Diesel) | SEB 2  | SPA 1   | LMS 4  | SIL   | SÃO    | BHR    | FUJ   | SHA    |       | 6.       | 67    |
| 2013    | Audi Sport Team Joest | LMP1     | Audi R18 e-tron quattro | Audi TDI 3.7L Turbo V6 (Diesel) | SIL 1  | SPA 2   | LMS 1  | SÃO 2 | COA 1  | FUJ 2  | SHA 3 | BHR Ki |       | 1.       | 162   |
| 2014    | Audi Sport Team Joest | LMP1     | Audi R18 e-tron quattro | Audi TDI 3.7L Turbo V6 (Diesel) | SIL Ki | SPA 2   | LMS Ni | COA 2 | FUJ 5  | SHA 5  | BHR 5 | SÃO 3  |       | 7.       | 81    |
| 2015    | Audi Sport Team Joest | LMP1     | Audi R18 e-tron quattro | Audi TDI 4.0L Turbo V6 (Diesel) | SIL 5  | SPA 7   | LMS 4  | NÜR 4 | COA 3  | FUJ 4  | SHA 4 | BHR 6  |       | 4.       | 99    |
| 2016    | Audi Sport Team Joest | LMP1     | Audi R18                | Audi TDI 4.0L Turbo V6 (Diesel) | SIL Ki | SPA 1   | LMS 3  | NÜR 2 | MEX 15 | COA 2  | FUJ 2 | SHA 5  | BHR 1 | 2.       | 147,5 |
| 2017    | G-Drive Racing        | LMP2     | Oreca 07                | Gibson GK428 4.2 L V8           | SIL    | SPA     | LMS    | NÜR   | MEX    | COA    | FUJ   | SHA    | BHR 7 | 28.      | 6     |
| 2018–19 | TDS Racing            | LMP2     | Alpine A470             | Gibson GK428 4.2 L V8           | SPA 4  | LMS Kiz | SIL 7  | FUJ   | SHA Ki | SEB HN | SPA   | LMS 3  |       | 10.      | 42    |
| 2021    | Realteam Racing       | LMP2     | Oreca 07                | Gibson GK428 4.2 L V8           | SPA 6  | ALG     | MNZ 7  | LMS 7 | FUJ 7  | BHR 7  |       |        |       | 12.      | 41    |
| 2022    | Peugeot TotalEnergies | Hypercar | Peugeot 9X8             | Peugeot 2.6 L Turbo V6          | SEB    | SPA     | LMS    | MNZ 4 | FUJ 5  | BHR 4  |       |        |       | 6.       | 40    |
| 2023    | Peugeot TotalEnergies | Hypercar | Peugeot 9X8             | Peugeot 2.6 L Turbo V6          | SEB Hn | ALG 5   | SPA 9  | LMS 9 | MNZ 11 | FUJ 7  | BHR 8 |        |       | 11.      | 28    |
| 2024    | Peugeot TotalEnergies | Hypercar | Peugeot 9X8             | Peugeot 2.6 L Turbo V6          | QAT    | IMO     | SPA    | LMS   | SÃO    | COA    | FUJ   | BHR    |       | *        | *     |

* A szezon jelenleg is zajlik.
‡ Mivel szabadkártyás versenyző volt, ezért nem részesült pontokban.

### Teljes Formula–E eredménylistája
(Táblázat értelmezése)

(Félkövér: pole-pozícióból indult; dőlt: leggyorsabb kört futott) 

| Év      | Csapat        | 1      | 2      | 3     | 4      | 5      | 6     | 7      | 8      | 9      | 10     | 11     | 12     | Helyezés | Pont |
| ------- | ------------- | ------ | ------ | ----- | ------ | ------ | ----- | ------ | ------ | ------ | ------ | ------ | ------ | -------- | ---- |
| 2014–15 | Dragon Racing | BEI    | PUT    | PDE   | BUE    | MIA 7  | LBH 9 | MON Ki | BER 3  | MOS 15 | LON 8  | LON 3  |        | 9.       | 42   |
| 2015–16 | Dragon Racing | BEI 4  | PUT 16 | PDE 4 | BUE 6  | MEX 4  | LBH 8 | PAR Ki | BER Ki | LON Ki | LON 4  |        |        | 8.       | 60   |
| 2016–17 | Dragon Racing | HKG 14 | MAR 18 | BUE 6 | MEX Ki | MON Hn | PAR   | BER 15 | BER Ki | NYC 5  | NYC 13 | MNT Ki | MNT 19 | 15.      | 20   |

† A versenyt nem fejezte be, de helyezését értékelték, mert a versenytáv több, mint 90%-át teljesítette.

### Teljes DTM eredménylistája
(Táblázat értelmezése)

(Félkövér: pole-pozícióból indult; dőlt: leggyorsabb kört futott) 

| Év   | Csapat                  | 1        | 2        | 3        | 4        | 5        | 6        | 7        | 8        | 9        | 10       | 11       | 12       | 13       | 14       | 15       | 16       | 17       | 18       | 19      | 20       | Helyezés | Pont |
| ---- | ----------------------- | -------- | -------- | -------- | -------- | -------- | -------- | -------- | -------- | -------- | -------- | -------- | -------- | -------- | -------- | -------- | -------- | -------- | -------- | ------- | -------- | -------- | ---- |
| 2017 | Audi Sport Team Phoenix | HOC 1 14 | HOC 2 Ki | LAU 1 15 | LAU 2 18 | HUN 1 14 | HUN 2 16 | NOR 1 15 | NOR 2 15 | MSC 1 11 | MSC 2 14 | ZAN 1 13 | ZAN 2    | NÜR 1 18 | NÜR 2 15 | SPL 1 14 | SPL 2 8  | HOC 1 18 | HOC 2 15 |         |          | 18.      | 22   |
| 2018 | Audi Sport Team Phoenix | HOC 1 10 | HOC 2 5  | LAU 1 Ki | LAU 2 13 | HUN 1 8  | HUN 2 9  | NOR 1 17 | NOR 2 18 | ZAN 1 11 | ZAN 2 15 | BRH 1 Ki | BRH 2 16 | MIS 1 4  | MIS 2 7  | NÜR 1 8  | NÜR 2 12 | SPL 1 Ki | SPL 2 16 | HOC 1 5 | HOC 2 12 | 17.      | 54   |
| 2019 | Audi Sport Team Phoenix | HOC 1 5  | HOC 2 Ki | ZOL 1 4  | ZOL 2 11 | MIS 1 3  | MIS 2 11 | NOR 1 4  | NOR 2 6  | ASS 1 8  | ASS 2 11 | BRH 1 5  | BRH 2 4  | LAU 1 6  | LAU 2 8  | NÜR 1 5  | NÜR 2 4  | HOC 1 5  | HOC 2 10 |         |          | 7.       | 134  |
| 2020 | Audi Sport Team Phoenix | SPA 1 3  | SPA 2 7  | LAU 1 Ki | LAU 2 8  | LAU 1 7  | LAU 2 8  | ASS 1 2  | ASS 2 4  | NÜR 1 9  | NÜR 2 4  | NÜR 1 Ki | NÜR 2 9  | ZOL 1 10 | ZOL 2 13 | ZOL 1    | ZOL 2    | HOC 1 4  | HOC 2 6  |         |          | 7.       | 108  |

† A versenyt nem fejezte be, de helyezését értékelték, mert a versenytáv több, mint 75%-át teljesítette.

### Daytonai 24 órás autóverseny
| Év   | Csapat                      | Csapattárs                                    | Autó             | Kategória | Kör | Összetett Helyezés | Kategória Helyezés |
| ---- | --------------------------- | --------------------------------------------- | ---------------- | --------- | --- | ------------------ | ------------------ |
| 2017 | DragonSpeed                 | Nicolas Lapierre Henrik Hedman Ben Hanley     | Oreca 07-Gibson  | P         | 562 | Kiesett            | Kiesett            |
| 2018 | CORE Autosport              | Romain Dumas Jon Bennett Colin Braun          | Oreca 07-Gibson  | P         | 808 | 3.                 | 3.                 |
| 2019 | CORE Autosport              | Romain Dumas Jon Bennett Colin Braun          | Nissan DPi       | DPi       | 589 | 4.                 | 4.                 |
| 2020 | JDC-Mustang Sampling Racing | Sébastien Bourdais João Barbosa               | Cadillac DPi-V.R | DPi       | 833 | 3.                 | 3.                 |
| 2021 | JDC-Mustang Sampling Racing | Sébastien Bourdais Tristan Vautier            | Cadillac DPi-V.R | DPi       | 723 | Kiesett            | Kiesett            |
| 2022 | JDC-Mustang Sampling Racing | Ben Keating Tristan Vautier Richard Westbrook | Cadillac DPi-V.R | DPi       | 761 | 3.                 | 3.                 |

### Teljes Európai Le Mans-széria eredménylistája
(Táblázat értelmezése)

(Félkövér: pole-pozícióból indult; dőlt: leggyorsabb kört futott) 

| Év   | Csapat             | Osztály | Kasztni  | Motor                 | 1     | 2      | 3      | 4      | 5      | 6   | Helyezés | Pont |
| ---- | ------------------ | ------- | -------- | --------------------- | ----- | ------ | ------ | ------ | ------ | --- | -------- | ---- |
| 2018 | TDS Racing         | LMP2    | Oreca 07 | Gibson GK428 4.2 L V8 | LEC 2 | MNZ 2  | RBR 9  | SIL    | SPA    | ALG | 10.      | 38   |
| 2020 | Algarve Pro Racing | LMP2    | Oreca 07 | Gibson GK428 4.2 L V8 | LEC 6 | SPA 12 | LEC Ki | MNZ    | ALG 12 |     | 20.      | 9    |
| 2021 | Realteam Racing    | LMP2    | Oreca 07 | Gibson GK428 4.2 L V8 | CAT   | RBR    | LEC    | MNZ 14 | SPA    | ALG | HN‡      | 0‡   |

‡ Mivel Duval vendégpilóta volt, ezért nem részesült bajnoki pontokban.